# Fiskebäckskil
Fiskebäckskil és una localitat del municipi de Lysekil, Västra Götaland Comtat, Suècia, a la boca del fiord Gullmarn. Tenia 379 habitants el 2010. Fou una comunitat de pesca, fins que es va transformar en una comunitat marítima en el segle xix. Ara és un poble turístic.

## Residents notables
- Johan Hjalmar Théel (1848-1937) zoòleg Marí, director de l'estació zoològica local 1892–1908
- Michael Thorndyke (1946-) biòleg marí britànic
- Carl Wilhelmson (1866-1928) Artista i professor

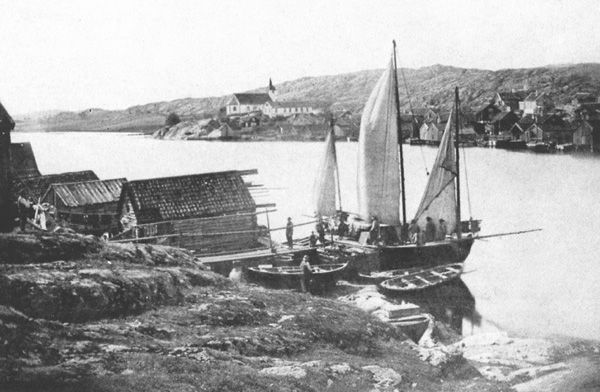
Fiskebäckskil al voltant de 1900